# Sójové rezy

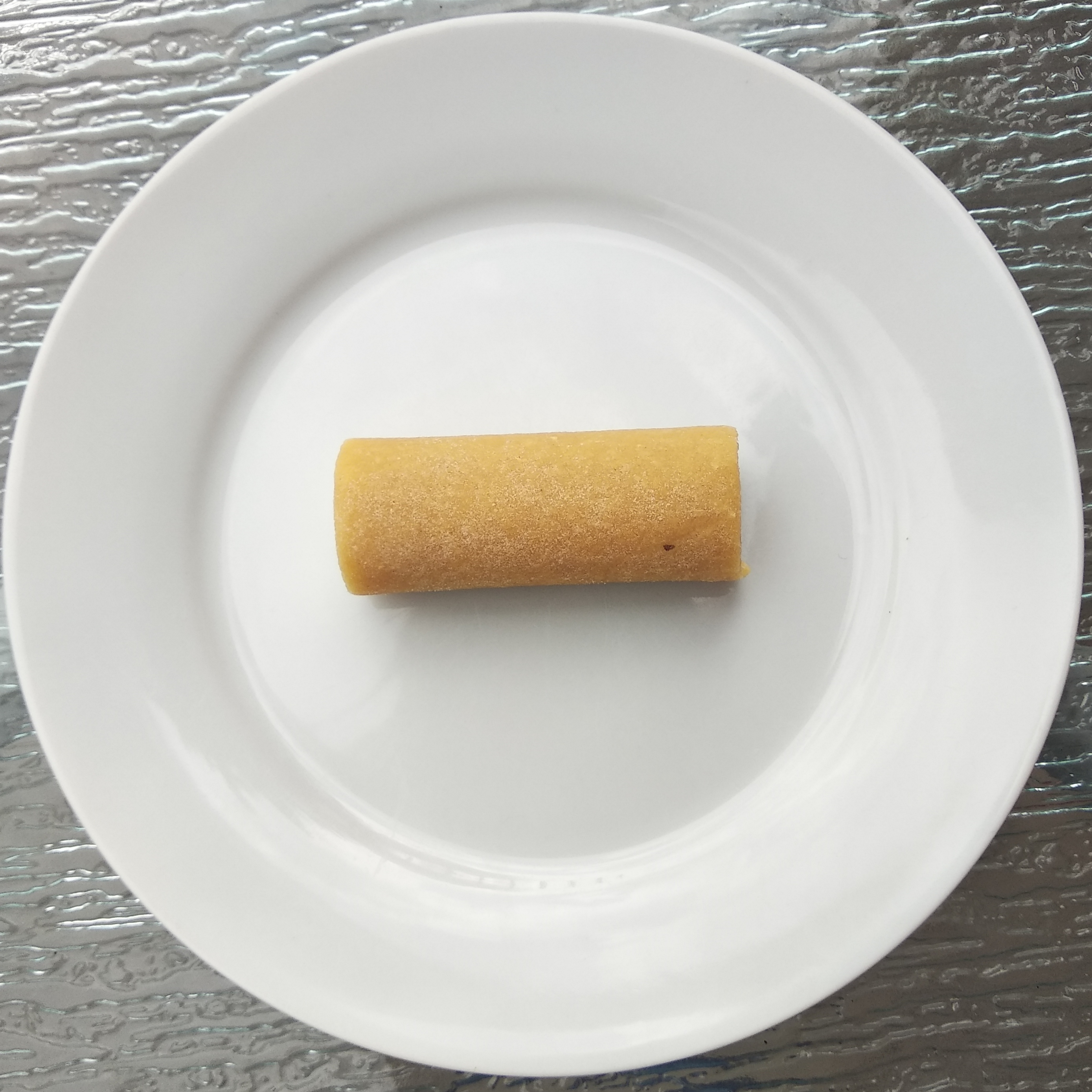
Sójový rez

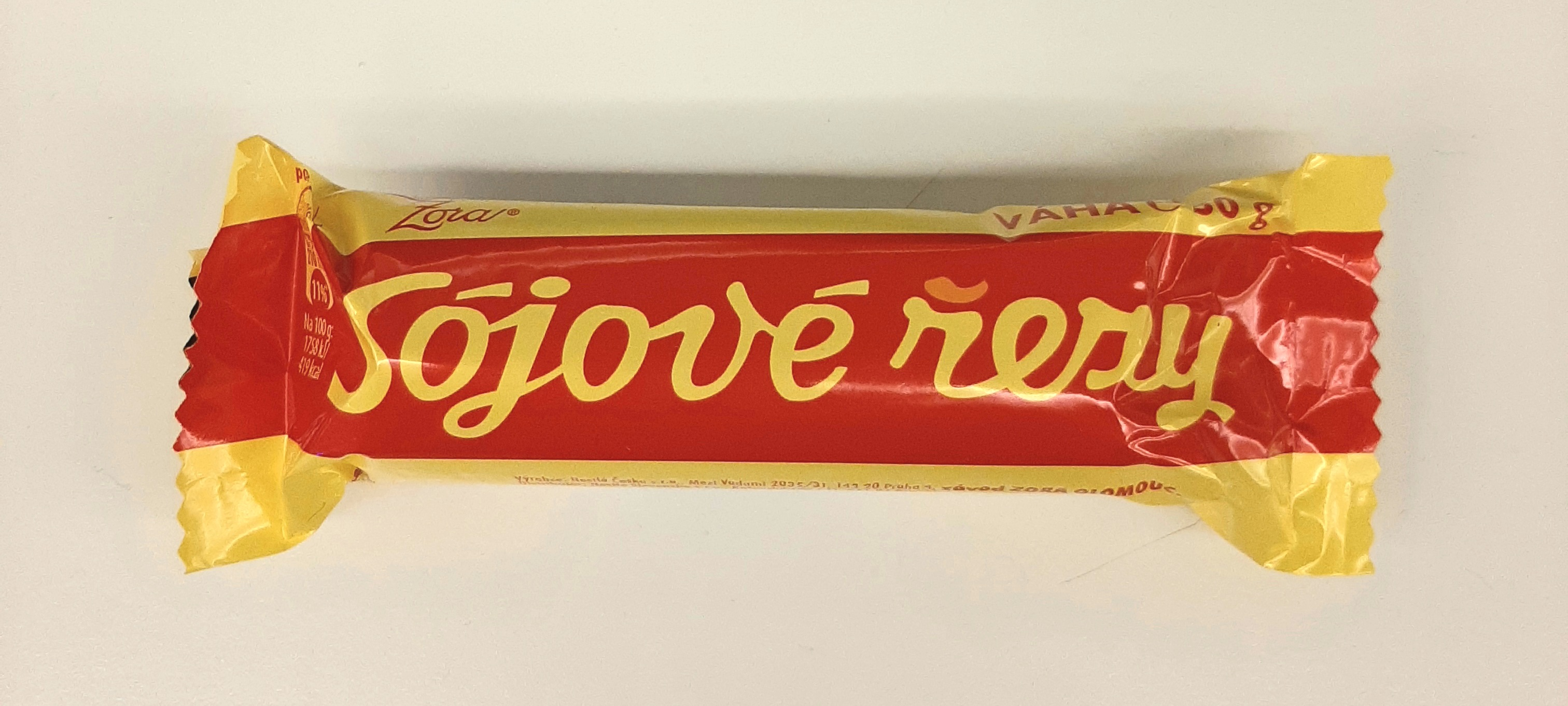
Edición retro de Sójové řezy de la fábrica Zora

El sójové rezy, sójový kmeň o sójový suk (en eslovaco); sójové řezy o sójová tyčinka (en checo), es una dulce de soja con forma de palito cilíndrico. Comenzó a ser producido por la fábrica de Zora en Olomouc, que luego fue comprada por la multinacional suiza Nestlé. Actualmente, es producido por varios fabricantes.
El sójové rezy consisten en azúcar, harina de soja, jarabe de glucosa y fructosa, grasa vegetal, jarabe de glucosa, migas de barquillo, leche en polvo y saborizante.

## Literatura
- Švejstil, R.; Musilová, Š.; Rada, V. (2015). «Raffinose-series oligosaccharides in soybean products». Scientia agriculturae bohemica 46. p. 73-77.